# Cunetio-skatten
Cunetio-skatten (engelsk Cunetio Hoard) eller Mildenhall-skatten (engelsk Mildenhall Hoard) er det største depotfund af romerske mønter, som er gjort i Storbritannien.
Den blev fundet i 1978, hvor den romerske by Cunetio lå ved nutidens landsby Mildenhall i Wiltshire. Skatten består af 54.951 mønter af lav værdi, der var lagt i en stor krukke og en blybeholder. Mønterne er på British Museum i London, mens krukken er udstillet på Wiltshire Museum i Devizes.